# Ivor Guest (1. wicehrabia Wimborne)
Ivor Churchill Guest (ur. 16 stycznia 1873 w Londynie, zm. 14 czerwca 1939 tamże) – brytyjski arystokrata i polityk, najstarszy syn Ivora Guesta, 1. barona Wimborne i lady Cornelię Spencer-Churchill, córki 7. księcia Marlborough. Jeden z ostatnich Lordów Namiestników Irlandii (w latach 1915–1918), w trakcie sprawowania przezeń urzędu wybuchło powstanie wielkanocne.
Wykształcenie odebrał w Eton College i w Trinity College w Cambridge. Karierę polityczną związał z Partią Liberalną. W 1898 r. wystartował w wyborach do Izby Gmin z okręgu Plymouth, ale bezskutecznie. Wziął udział w II wojnie burskiej. Po powrocie ponownie stanął w wyborcze szranki w tym samym okręgu i tym razem wygrał. W Izbie Gmin zasiadał nieprzerwanie do 1910 r. (od 1906 r. reprezentował okręg Cardiff), kiedy to został mianowany baronem Ashby St Ledgers i zasiadł w Izba Lordów. W tym samym roku został Paymaster-General w rządzie Herberta Asquitha. Był nim do 1912 r.
W 1914 r., po śmierci ojca, został 2. baronem Wimborne. Rok później został lordem namiestnikiem Irlandii i sprawował ten urząd przez trzy lata, podczas których wybuchło min. powstanie wielkanocne. Uznając, że nie poradzi sobie na tym stanowisku, w 1918 r. zrezygnował z urzędu.
Po powrocie, 15 czerwca 1918 r., został mianowany wicehrabią Wimborne. W późniejszych latach został dyrektorem Barclays Bank.
10 lutego 1902 r. poślubił Alice Katherine Sibell Grosvenor (26 września 1880 – 17 kwietnia 1948), córkę Roberta Grosvenora, 2. barona Ebury i Emilie White, córki 1. barona Annaly. Ivor i Alice mieli razem syna i dwie córki:
- Ivor Grosvenor Guest (21 lutego 1903 – 7 stycznia 1967), 2. wicehrabia Wimborne
- Rosemary Sibell Guest (7 marca 1906 – 21 marca 1971), żona Gilberta Boyda, 6. barona Kilmarnock, miała dzieci
- Cynthia Edith Guest (24 października 1908 – 1994), żona Thomasa Talbota, miała dzieci